# Gwi - The Spectre
Gwi - The Spectre è un manwha scritto da Oraebalgeum e disegnato da Kim Young-Oh, pubblicato in Corea del Sud nel 2006. In Italia è stato pubblicato con cadenza trimestrale a partire dal 15 novembre 2008 dall'editore Flashbook. La presentazione è avvenuta in anteprima durante Lucca Comics & Games 2008.